# Кознобицы
Кознобицы — деревня в Волотовском районе Новгородской области. Входит в состав Славитинского сельского поселения.

## География
Деревня расположена в центральной части района. Расстояние до посёлка Волот — 13 километров, до деревни Славитино — 7,5 километров. На юго-западе переходит в деревню Остров.

## Население
| 2010 |
| ---- |
| 1    |

По данным переписи 2002 года, население деревни составляло 6 человек.
Согласно результатам переписи 2002 года, в национальной структуре населения русские составляли 100 % от жителей.